# Olivais (metrostation)
Olivais is een metrostation gelegen aan de Rode lijn van de metro van Lissabon. Het station werd op 7 november 1998 geopend.
Het is gelegen aan het kruispunt van de Rua Cidade de Bissau met de Avenida Cidade de Luanda.
São Sebastião · Saldanha · Alameda · Olaias · Bela Vista · Chelas · Olivais · Cabo Ruivo · Oriente · Moscavide ·  Encarnação · Aeroporto